# Kanton Gaillon
Der Kanton Gaillon ist seit 1790 ein französischer Wahlkreis im Arrondissement Les Andelys, im Département Eure und in der Region Normandie; sein Hauptort ist Gaillon. Vertreter im Generalrat des Départements ist seit 1998 Jean-Luc Recher (DVG). 

## Gemeinden
Der Kanton besteht aus 17 Gemeinden mit insgesamt 28.902 Einwohnern (Stand: 1. Januar 2022) auf einer Gesamtfläche von 190,89 km²:
| Gemeinde                    | Einwohner 1. Januar 2022 | Fläche km² | Dichte Einw./km² | Code INSEE | Postleitzahl |
| --------------------------- | ------------------------ | ---------- | ---------------- | ---------- | ------------ |
| Ailly                       | 1.230                    | 15,55      | 79               | 27005      | 27600        |
| Autheuil-Authouillet        | 944                      | 11,66      | 81               | 27025      | 27490        |
| Cailly-sur-Eure             | 223                      | 3,33       | 67               | 27124      | 27490        |
| Champenard                  | 304                      | 2,32       | 131              | 27142      | 27600        |
| Clef Vallée d’Eure          | 2.490                    | 25,59      | 97               | 27191      | 27490        |
| Courcelles-sur-Seine        | 2.157                    | 5,47       | 394              | 27180      | 27940        |
| Fontaine-Bellenger          | 1.089                    | 4,96       | 220              | 27249      | 27600        |
| Gaillon                     | 6.785                    | 10,19      | 666              | 27275      | 27600        |
| Heudreville-sur-Eure        | 1.066                    | 14,15      | 75               | 27335      | 27400        |
| Le Val d’Hazey              | 5.156                    | 14,37      | 359              | 27022      | 27600, 27940 |
| Les Trois Lacs              | 1.748                    | 36,53      | 48               | 27676      | 27940, 27700 |
| Saint-Aubin-sur-Gaillon     | 2.164                    | 19,46      | 111              | 27517      | 27600        |
| Saint-Étienne-sous-Bailleul | 388                      | 4,34       | 89               | 27539      | 27920        |
| Saint-Julien-de-la-Liègue   | 419                      | 4,67       | 90               | 27553      | 27600        |
| Saint-Pierre-de-Bailleul    | 975                      | 6,34       | 154              | 27589      | 27920        |
| Saint-Pierre-la-Garenne     | 923                      | 7,64       | 121              | 27599      | 27600        |
| Villers-sur-le-Roule        | 841                      | 4,32       | 195              | 27691      | 27940        |
| Kanton Gaillon              | 28.902                   | 190,89     | 151              | 2712       | –            |

Bis zur Neuordnung bestand der Kanton Gaillon aus den 2 Gemeinden Aubevoye und Gaillon. Sein Zuschnitt entsprach einer Fläche von 17,82 km2.

## Veränderungen im Gemeindebestand seit der landesweiten Neuordnung der Kantone
2017:
- Fusion Bernières-sur-Seine, Tosny und Venables → Les Trois Lacs

2016:
- Fusion Écardenville-sur-Eure, Fontaine-Heudebourg und La Croix-Saint-Leufroy,  → Clef Vallée d’Eure
- Fusion Aubevoye, Sainte-Barbe-sur-Gaillon und Vieux-Villez → Le Val d’Hazey

## Bevölkerungsentwicklung
| 1962 | 1968 | 1975 | 1982 | 1990   | 1999   | 2006   | 2011   |
| ---- | ---- | ---- | ---- | ------ | ------ | ------ | ------ |
| 4823 | 5311 | 6506 | 8477 | 10.182 | 10.680 | 11.021 | 12.060 |